# ملیس بیرکان
ملیس بیرکان (ترکی استانبولی: Melis Birkan؛ زادهٔ ۳۰ نوامبر ۱۹۸۳) هنرپیشه اهل ترکیه است.
از فیلم‌ها یا برنامه‌های تلویزیونی که وی در آن نقش داشته‌است می‌توان به تنها، پیام‌رسان اشاره کرد.